# Vesioli (Uspénskoye, Krasnodar)
Vesioli (del ruso: Весёлый) es un jútor del raión de Uspénskoye del krai de Krasnodar, en el sur de Rusia. Está situado en la orilla derecha del río Kubán, 8 km al nordeste de Uspénskoye y 199 km al este de Krasnodar, la capital del krai. Tenía 1 271 habitantes en 2010.
Es cabeza del municipio Vesiólovskoye, al que pertenecen asimismo Lesnói, Prioziorni y Seredinski.